# Taven
Taven es un personaje en la serie de juegos de lucha Mortal Kombat. Taven hizo su primera aparición en Mortal Kombat Armageddon como héroe y protagonista principal del juego. 
Es el personaje protagonista en el modo Konquest y se ha confirmado como un personaje seleccionable. Antes de 2006, E3, aún no había decidido un nombre para Taven, y se referían a él sólo como "Bob" o "Héroe".

## Historia
El Modo Konquest en Armageddon gira alrededor de una competición entre Taven y su hermano Daegon, proclamado por su padre, Argus, el Dios Protector de Edenia. Son enviados al Earthrealm e incubados en cámaras por dos dragones hasta que Blaze los despierte para comenzar la competición. Su misión será la de encontrar y derrotar a Blaze, usando un arma hallada en el templo de su padre sobre el Earthrealm. El vencedor sucederá a su padre como el protector de Edenia y recibirá un premio que lo cualificará como Dios Mayor.
En el modo Konquest de MK: Armageddon el jugador jugará como Taven y se aventurará a través de los reinos en busca de Blaze. A lo largo del viaje, el jugador viajará por los reinos y tendrá contacto con muchos otros personajes que aparecen en todas partes del universo de Mortal Kombat. Al finalizar el modo Konquest, Taven se liberará como un personaje seleccionable en los otros modos del juego. A diferencia de Shujinko en Konquest del juego anterior, Taven no parece entrenarse con otros guerreros, sólo lucha con ellos y trabaja junto a ellos. Él también parece tener su propia arma y movimientos especiales.
En la nueva línea temporal creada por liu Kang se rumorea que tanto Taven como su hermano Daegon no existen en esta nueva línea para así evitar los sucesos de un nuevo Armageddon

## Estilos de Pelea
- Gold Dragon

- Drakesword

- Traje principal: Un Gi negro con detalles dorados, Pantalones chinos negros con una franja dorada, medias altas y zapatos chinos.
- Traje alternativo: Una armadura sin casco gris y dorada, entregada por Argus.

## Poderes especiales en modo Konquest
- Golpe de fuego:Da un salto y con su mano da un fuerte golpe contra el piso haciendo una onda de fuego la cual derriba a varios oponentes

- Bola de fuego:Lanza una bola inmensa de fuego la cual arrasa con varios oponentes y los descuartiza

- Escape:Da un giro y se rodea de una especie de aura naranja la cual lo hace aparecer en otro lado sano y salvo

- Time stop:Para el tiempo y a los oponentes lo cual le da ventaja para luchar y que no le cueste la batalla.

## Apariciones de Taven
- Mortal Kombat Armageddon  (2006)

## Cameos en otros juegos de la saga
- Mortal Kombat (videojuego de 2011) :Taven aparece luchando contra Daegon en The Pit
- Mortal Kombat X :Taven aparece en los endings de Kenshi y Takeda siendo despertado por ambos y ayudándolos a derrotar a su maligno hermano Daegon

- Datos: Q3773227